# 胡桃川
胡桃川（くるみがわ）は、福島県福島市から伊達市を流れる準用河川であり、一級水系阿武隈川水系の一次支流である。

## 地理
福島盆地東端の山口地区を水源とし、岡島、鎌田、瀬上地区にかけて北上し、伊達市境を越えてすぐに阿武隈川へ合流する。

## 災害
- 2017年3月29日 - 福島市岡島にて付近の農業用タンクよりA重油が流出し、福島市と国土交通省福島河川国道事務所伏黒出張所がオイルフェンスの設置、重油の回収を行った[1]。

## 流域の自治体
福島県
- 福島市
- 伊達市

## 主な橋梁
下流より記載
- （阿武隈急行線）
- 愛宕橋（福島県道387号飯坂保原線）
- 古川橋（福島県道4号福島保原線）
- 天神平橋（福島市道）
- 川前橋（福島県道387号飯坂保原線）
- 御成橋（福島県道317号山口保原線）
- （国道115号）
- （福島県道308号山口渡利線）